# Ковьелло, Амброз
Амброз Ковьелло (англ. Ambrose Coviello; 30 января 1887, Лондон — 5 февраля 1950, Лондон) — английский музыкальный педагог.

## Биография
Родился в семье музыкантов. Отец, Никола Ковьелло (1848—1926), перебрался в Англию из Италии и играл на корнете, а затем открыл музыкальную школу в Южном Лондоне.
Окончил Королевскую академию музыки, в годы обучения получив Тальберговскую стипендию (1903) и премию Макфаррена (1908). Ученик Оскара Берингера и Фредерика Кордера, однако в наибольшей степени был подвержен влиянию Тобайаса Маттея, методам которого сохранил преданность на всю жизнь. В годы Первой мировой войны служил в действующей армии во Франции.

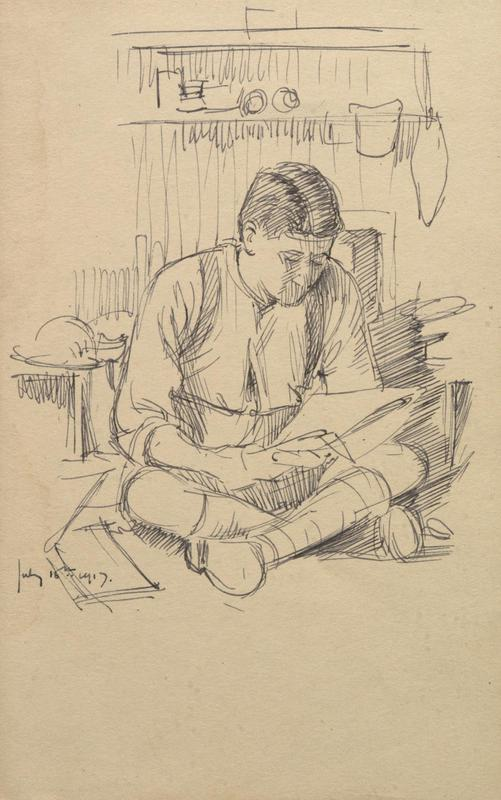
Капрал Ковьелло под Рокленкуром. Рисунок сержанта Эрнеста Блэйкли (1917)

По возвращении с фронта на протяжении многих лет преподавал фортепиано в Королевской академии, среди его учеников наиболее известна Мура Лимпани. Опубликовал ряд дидактических книг, в том числе пособие «Трудности в фортепианных сонатах Бетховена» (англ. Difficulties of Beethoven pianoforte sonatas; 1933) и сборник упражнений «Основы фортепианной техники» (англ. Foundations of Pianoforte Technique; 1946). Наибольшей популярностью пользовалась книга Ковьелло «Что Маттей имел в виду» (англ. What Matthay Meant; 1936, второе издание 1948), разъясняющая некоторые сложные аспекты в книгах его учителя.
Сын — Питер Ковьелло (1930—2005), художник.